# Little Shop of Horrors (1960)
Little Shop of Horrors (originaltitel: The Little Shop of Horrors) är en amerikansk svartvit skräckkomedifilm från 1960 i regi av Roger Corman.
Filmen handlar om det naiva blomsterbutiksbiträdet Seymour Krelboyne (Jonathan Haze), som lyckas ta fram en enorm köttätande växt som lever av människoblod. Växten tvingar Seymour att döda för att den ska få mat, och när han desperat försöker förstöra den blir han själv offer för den.
I en mindre biroll syns en ung Jack Nicholson i en av sina första filmer. Han spelar en masochistisk ung man som njuter av att gå till tandläkaren.
The Little Shop of Horrors har blivit en kultklassiker, och gjordes i början av 1980-talet till en musikal med samma namn, varpå man 1986 baserade filmen Lilla skräckaffären, med Rick Moranis i huvudrollen.

## Rollista
- Jonathan Haze – Seymour Krelboyne
- Jackie Joseph – Audrey Fulquard
- Mel Welles – Gravis Mushnick
- Dick Miller – Burson Fouch
- Myrtle Vail – Winifred Krelboyne

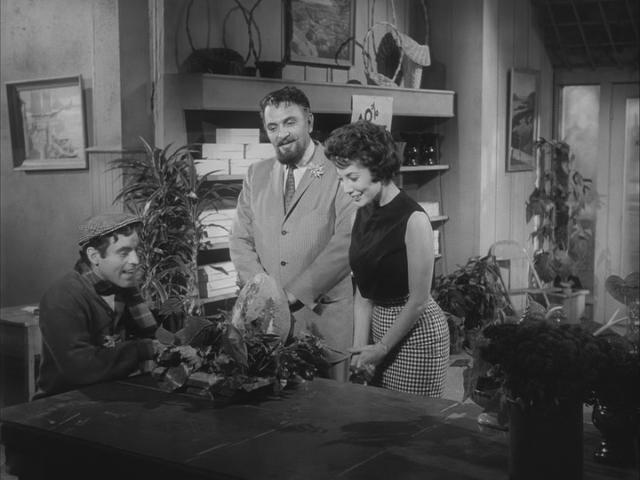
Filmruta från The Little Shop of Horrors. Från vänster till höger: Jonathan Haze (Seymour Krelboyne), Mel Welles (Gravis Mushnick) och Jackie Joseph (Audrey Fulquard).

- Karyn Kupcinet – Shirley (som Tammy Windsor)
- Toby Michaels – Shirleys vän
- Leola Wendorff – Mrs. Siddie Shiva
- Lynn Storey – Mrs. Hortense Fishtwanger – Society of Silent Flower Observers of Southern California
- Wally Campo – Det. Sgt .Joe Fink / berättare
- Jack Warford – Det. Frank Stoolie
- Meri Welles – Leonora Clyde (som Merri Welles)
- John Herman Shaner – Dr. Phoebus Farb (som John Shaner)
- Jack Nicholson – Wilbur Force
- Dodie Drake – servitris